# لادينية روحانية

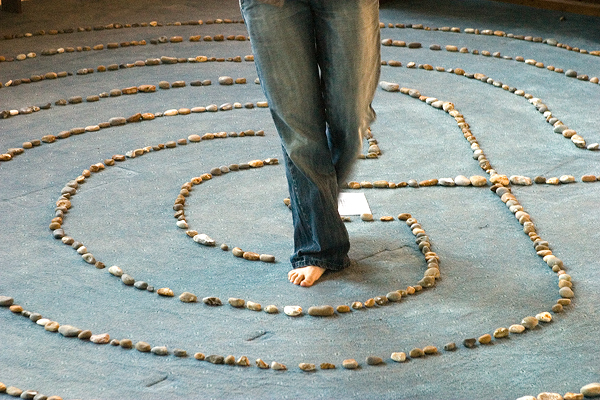

«روحاني لكنه ليس متديناً»، وتُعرف أيضاً بـ «روحاني لكنه ليس منتسباً»، هي عبارة تُستخدم للتعبير عن الهوية الذاتية لموقف الحياة المتعلق بالروحانية التي تتعامل مع الدين المنظم باعتباره الوسيلة الوحيدة والأكثر قيمة لتعزيز النمو الروحي. تاريخياً، استُخدمت الكلمتان «متدين» و«روحاني» لوصف أنماط متنوعة من مفهوم الدين، لكن في الاستخدام الحديث، ارتبط لفظ الروحانية بالحياة الداخلية للفرد، مع التأكيد على رفاهية «العقل والجسد والروح»، بينما يشير الدين إلى الأبعاد التنظيمية والمجتمعية.

## الأصول والتوزع البشري
اختلف الباحثون بشدة حول تعريف مصطلح الدين، إذ اقترح راسل مكوتشوين أن مصطلح «الدين» يُستخدم كوسيلة لتسمية «مجال متميز، على ما يبدو، من عناصر متنوعة من النشاط البشري والإنتاج». لا يستطيع فرع الدراسات الدينية حتى الاتفاق على تعريف موحد للدين، وبما أن الروحانية متداخلة معه في طرق عدة؛ سيكون من الصعب الوصول إلى نتيجة حاسمة لتعريف الروحانية أيضاً.
استُخدم هذا التعبير الدقيق في العديد من الأعمال البحثية، من ضمنها الورقة البحثية الأنثروبولوجية في عام 1960، والورقة التي قدمها زينباور وآخرون في الدراسة المؤثرة تحت عنوان «التدين والروحانية: رفع الستار عن الغموض». وُصفِت الروحانية البعيدة عن الدين كحركة في أمريكا من قِبل المؤلف ستيفن إيرلاندسون في كتابه الذي صدر عام 2010 تحت عنوان «روحاني لكنه ليس متديناً». من المحتمل أن الظاهرة بدأت بالبروز كنتيجة للحركة الرومانسية الجديدة التي بدأت في ستينيات القرن العشرين، في حين أن العلاقة بين الاثنين رُبطت عن بعُد بتعريف ويليام جيمس للتجربة الدينية، والذي يُعرّفها كـ «مشاعر وأفعال وتجارب الفرد لوحده، إلى اللحظة التي يدرك بها أنه متصل فيما يعتبره إلهياً» تميل الحركات الرومانسية لأن تُبعد الأديان التقليدية، وتشبه الحركات الروحانية في تأييدها للطرق الغامضة والغريبة غير التقليدية. صرح أوين توماس أن الغموض وانعدام الهيكلية الحاضران في الحركات الرومانسية؛ موجودان أيضاً في الحركات الروحانية.
بالاستناد لدراسة أُجريت من قِبل مركز بيو للأبحاث عام 2012، فقد ارتفع عدد الأمريكيين الذين لا يُعرّفون أنفسهم كمنتمين لأي دين من 15% عام 2007، إلى 20%  عام 2012، ويستمر هذا الرقم بالنمو. ورد أن خُمس الشعب الأمريكي وثُلث البالغين من الأمريكيين تحت سن 30 عاماً لا ينتسبون لأي دين، لكن يُعرّفون أنفسهم كروحانيين بطريقة ما. من ضمن هؤلاء غير المنتسبين دينياً، يصنف 37% منهم كروحانيين لكنهم ليسوا متدينين، بينما يقول 68% منهم أنهم يؤمنون بالرب، ويشعر 58% منهم باتصال قوي مع الأرض.
من ناحية التوزع البشري، وجدت الأبحاث أن السكان غير المنتمين دينياً هم الفئة اليافعة في المجتمع، غالبهم ذكور، ونسبة 35% منهم أعمارهم بين 18 و29 عاماً على النقيض من ذلك، 8% فقط من الأفراد غير المنتمين دينيا أعمارهم فوق 65 عاماً، من ضمن أولئك الذين لا ينتسبون إلى الدين ككل، 56% منهم من الرجال، و44% من النساء.

## خصائص الروحانية البعيدة عن الدين

### شخصية وضد التنظيم المؤسسي
بالاستناد إلى آبي داي، فإن بعضاً من أولئك الناقدين للدين يرونه جامداً ومتغطرساً، ما دفعهم لاستخدام مصطلحات مثل ملحد ولا أدري للتعبير عن أنفسهم. بالنسبة للكثيرين من الناس، فإن الروحانيين البعيدين عن الدين لا يرفضون  الدين بشكل مطلق، إنما لا يرغبون بالتقيد به فحسب.
بالاستناد إلى ليندا ميركادانتي، تتخذ الروحانية البعيدة عن الأديان موقفاً جازماً معادياً للعقائد وضد المعتقدات الدينية بشكل عام. هم لا يزعمون أن الإيمان غير ضروري فحسب، بل يحتمل أن يكون ضاراً أو على الأقل عائقاً في وجه الروحانية.
وفقاً لفيليب د.كينيسون، يشعر العديد من الذين درسوا الأشخاص الروحيون البعيدون عن الدين بالتوتر بين روحانيتهم الخاصة، وعضويتهم الخاصة في منظمة دينية تقليدية، بعضهم يُقدّرون الفضول والحرية الفكرية والمنهج التجريبي على الأديان. العديد منهم يذهبون لحد أنهم يُظهرون الدين المنظم كعدو للروحانية الأساسية، مدعين أن الروحانية هي انعكاس شخصي وتجربة شخصية وليست طقوس عامة. أن تكون «متديناً» يعني أنك تحمل دلالة مؤسسية مرتبطة عادةً بالتقاليد الإبراهيمية، مثل: أن تحضور طقوس العبادة، وأن تقول خيراً، وأن تضيء شموع الهانوكا. في المقابل، أن تكون «روحانياً» يتضمن ممارسة شخصية وتمكين شخصي له علاقة بالدوافع العميقة للحياة. نتيجةً لذلك، تحمل الروحانية الكثير من الدلالات الإيجابية في الثقافات التي تشكك بشدة بالهياكل المؤسساتية وتعطي قيمة للحرية الفردية والاستقلال، في حين يُنظر للدين في تلك الثقافات على أنه أكثر سلبية.
وفقاً لروبرت فولر، يمكن وصف ظاهرة الروحانية البعيدة عن الدين كخليط من جوع صوفي وتقدمي نفذ صبره مع التقوى التي تدعو لها الكنائس التقليدية.
وفقاً لروبرت ويثناو، فإن الروحانية هي أكثر من مجرد الذهاب للكنسية ومن ثم قبول أو عدم قبول مذاهبها. الروحانية هي المصطلح المختصر المستخدم في المجتمع الغربي للحديث عن علاقة الشخص مع الرب. بالنسبة للكثير من الناس، فإن طريقة تفكيرهم حول الدين والروحانية موجهة بالتأكيد بما يرون ويفعلون في مجتمعاتهم. في مستوى أعمق، تنطوي الروحانية على هوية الشخص الذاتية؛ أن يشعر أنه محبوب من قِبل الرب، ويمكن لهذه المشاعر أن تتعاظم أو تتضاءل.

### تصنيفات الروحية البعيدة عن الدين
صنفت ليندا ميركادانتي الروحانية البعيدة عن الدين ضمن خمس فئات:
1. «المنشقون» هم الأشخاص الذين يبذلون، في الغالب، جهوداً واعية كي ينحرفوا عن الدين المؤسساتي. يشير مصطلح «المنشقون المحتجون» إلى الروحانيين البعيدين عن الدين الذين «أوقفوا» انتسابهم الديني بسبب تجربة شخصية عسيرة مروا بها. يشير مصطلح «المنشقون المنجرفون» إلى أولئك الذين لم يقدروا على التواصل مع الدين المنظم لأسباب عديدة، واختاروا عدم العودة إليه. يشير مصطلح «المنشقون المعترضون ضميرياً» إلى الروحانيين المرتابين كلياً بشأن المؤسسات الدينية، ويرون أن الدين ليس جزءاً مفيداً ولا ضرورياً من روحانية الفرد.
2. «روحانيون عَرَضِيون» هم الأشخاص الذين يرون أن الممارسات الدينية (أو/و) الروحانية تُمارس كمهمة أساسية. الروحانية ليست مبدأً منظماً في حياتهم، بل يؤمنون، عوضاً عن ذلك، أنها يجب أن تُستخدم وفقاً للحاجة لتحسين صحتهم، وتخفيف التوتر، والحصول على الدعم العاطفي. من المستحسن فهم روحانية «العرضيون» على أنها روحانية «علاجية» تركز على روحانية الفرد الشخصية.
3. «المستكشفون» هم الأشخاص الذين يبدو أنهم ينتمون لما أطلقت عليه ميركادانتي اسم «الروحاني المتجول»، يطمع هؤلاء الروحانيون عن طريق بحثهم المستمر بإيجاد ممارسات روحانية جديدة لتكون «منتوج ثانوي» لـ «فضولهم غير المُشبَع» ورغبتهم في الانتقال والتغيير، بالإضافة إلى بديل عن شعور الإحباط. من الأفضل فهم المستكشفين على أنهم «سياح روحيون» يستريحون في رحلة غير مادية لروحانيتهم، وليس لديهم نوايا للالتزام بمنزل روحاني عند نهاية المطاف.
4. «الباحثون» هم الأشخاص الذين يبحثون عن منزل روحي لكنهم يفكرون في استعادة هوياتهم الدينية القديمة. يتمسك هؤلاء الروحانيون بتسمية «روحاني لكن ليس متديناً» ويتوقون لإيجاد هوية دينية جديدة تماماً أو جماعة روحية بديلة يمكنهم الالتزام بها في نهاية المطاف.
5. «المهاجرون» هم أولئك الأشخاص الذين وجدوا أنفسهم في عالم روحي جديد ويحاولون تكييف أنفسهم ضمن هذه الهوية الجديدة ومجتمعها. يمكن فهم «المهاجرون» على أفضل وجه عن طريق وصفهم بالروحانيين الذين «يحاولون» إيجاد بيئة روحية جديدة جذرياً ولكنهم لم يشعروا بعدُ بالاستقرار التام هناك. من المهم أن نلاحظ أن عملية التأقلم صعبة وغالباً ما تكون مثيرة للقلق بالنسبة لهؤلاء الروحانيون، على الرغم أنهم يأملون في الاندماج بشكل كامل في هوياتهم الروحية الجديدة.

### الممارسات
ترتبط الروحانية البعيدة عن الدين بالأفكار الروحانية والدينية النسوية والقيم الإيكولوجية. وترتبط أيضاً بالممارسات الوثنية الجديدة، والويكا، والشامانية، والدرويدية، والجالية، والاحتفالية السحرية. بعض الممارسات الروحانية في العصر الحديث تشمل التنجيم، ولوحات الويجا، وبطاقات التاروت، والآي تشينغ، والخيال العلمي. من الممارسات الشائعة في الروحانية البعيدة عن الدين هي التأمل، مثل العقلانية والتأمل التجاوزي.

## الانتقادات
انتقد بعض ممثلي الدين المنظم ممارسة الروحانية دوناً عن التدين. وصفت ليليان دانيال، وهي قس بروتستانتي ليبرالي، النظرة العالمية للروحانية البعيدة عن الدين أنها نتاج ثقافة المستهلك العلمانية الأمريكية، البعيدة كل البعد عن المجتمع و«المكان الصحيح للأشخاص الذين يرون الاديان القديمة مملة لكنهم يرون أنفسهم رائعين بشكل فريد.» وصف جيمس مارتن، وهو قس كاثوليكي، أسلوب الحياة لدى الروحانيين البعيدين عن الدين «بالكسل القديم البسيط»، موضحاً أن الروحانية دون دين يمكن أن تصبح غروراً متمحوراً حول الذات ومنفصلاً عن حكمة المجتمع.
يزعم ناقدون آخرون أنه ضمن النظرة العالمية لمن يصفون أنفسهم بـ «روحاني لكن ليس متديناً»، فإن المعرفة الذاتية والنمو الذاتي يعادلان إشكالية حول معرفة الرب، ما يوجه تركيز الشخص إلى الباطن. نتيجة لذلك، تُهمل القوى السياسية  والاقتصادية والاجتماعية التي تشكل العالم، وتُترك بلا اهتمام. علاوة على ذلك، لاحظ بعض الباحثين السطحية الروحانية النسبية في ممارسات معينة للروحانية البعيدة عن الدين، يتطلب التصوف الكلاسيكي داخل الديانات الكبرى تفانياً مُتكبداً وغالباً ما يكون ذلك في صورة الزهد المطول، والتفاني الموسع للصلاة، والتحلي بالتواضع. في المقابل، تُشجَع الروحانية البعيدة عن الدين في العالم الغربي على المشاركة في الممارسات الروحانية بطريقة غالباً ما تكون عَرَضِية وتفتقر إلى الدقة أو أي إعادة تنظيم للأولويات. يشير عالم الاجتماع روبرت ويثناو إلى أن هذه الأشكال من التصوف «ضحلة وزائفة». يتعامل النقاد الآخرون مع الشرعية الفكرية لفكرة الروحانية البعيدة عن الدين. عند التناقض مع اللاهوت المهيمن أو الأكاديمي، يمكن أن تبدو الفلسفات الروحانية غير مصقولة أو مفككة أو غير متسقة المصدر.
يتحدى وونغ وفينسكي خطاب الروحانية البعيدة عن الدين الذي يفترض أن الدين «منظم ومؤسساتي»، على النقيض من الروحانية الذي يقول أنها «شاملة وعالمية». اقترحا أن هذه الفكرة تجعل البنية التاريخية للروحانية غير مرئية، والتي يعتمد على رفض المسيحية الأوروبية لتعريفها لذاتها. وفقاً لهم، فإن الخطابات الغربية «الروحانية» تناسب التقاليد الروحانية الأصلية والتقاليد «العِرقية» في الشرق. ومع ذلك، فإن الجماعات العرقية العنصرية من المرجح أنها تُوصف بـ «الدينية» وليس «الروحانية» من قِبل البيض من ممارسي الروحانية البعيدة عن الدين. يؤكد وونغ وفينسكي أن خطاب الروحانية البعيدة عن الدين يُشرّع الاستعمار العنصري من خلال هذه العمليات.